# Aimutin (Stadtteil)
Aimutin ist ein Stadtteil im Westen der osttimoresischen Landeshauptstadt Dili.

## Geographie
| Stadtviertel Aimutin |                              |      |           |                              |      |
| Orte                 | Position                     | Höhe | Orte      | Position                     | Höhe |
| Aimutin 1            | 8° 33′ 19″ S, 125° 32′ 48″ O | 50 m | Aimutin 2 | 8° 33′ 43″ S, 125° 32′ 50″ O | 50 m |
| Aimutin Laran        | 8° 33′ 38″ S, 125° 32′ 37″ O | 64 m | São José  | 8° 33′ 18″ S, 125° 32′ 35″ O | ?    |
| São Miguel           | 8° 33′ S, 125° 33′ O         | ?    |           |                              |      |

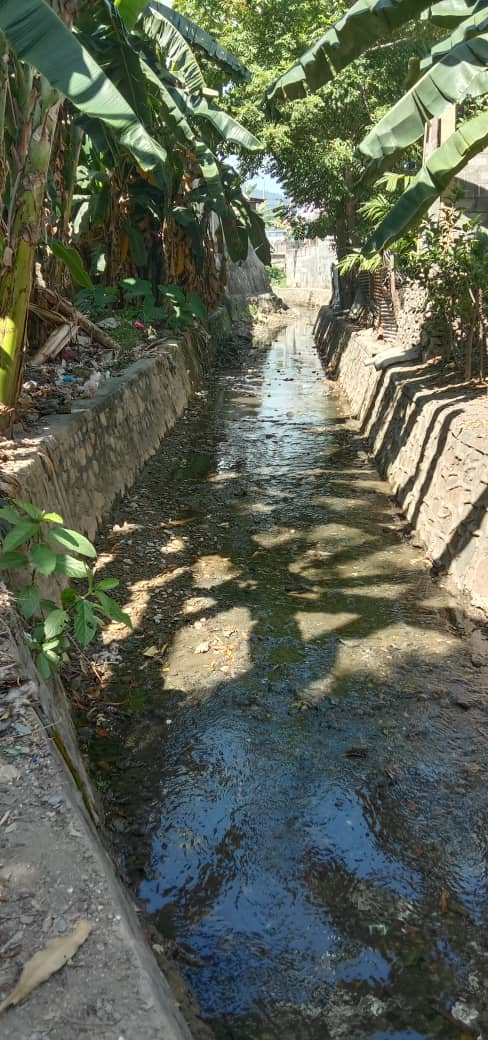
Kanal in Aimutin

Aimutin liegt im Nordosten des Sucos Comoro (Verwaltungsamt Dom Aleixo, Gemeinde Dili), südlich der Avenida Nicolau Lobato, nördlich vom Stadtteil Fomento, westlich des Sucos Bairro Pite und östlich des Rio Comoro und dem Stadtteil Delta. Aimutin 1 (Norden), Aimutin 2 (Südosten) und Aimutin Laran (Südwesten) bilden zusammen die Aldeia Aimutin. Weiter können auch die Aldeias São Miguel und São José zum Stadtviertel Aimutin gerechnet werden. In São Miguel stiftete Emanuel Lelo Talok, der Pfarrer der Kirche São José de Aimutin, am 29. September 2014 ein Denkmal für den Erzengel Michael.
Im Stadtteil befinden sich eine Polizeistation, die Grundschule Aimutin (Escola Primaria Aimutin), die Universidade da Paz (UNPAZ), das Dili Institute of Technology (DIT) und eine weitere weiterführende Schule.

## Geschichte
Am 23. Oktober 2006 fand man während der Unruhen in Osttimor in Dili in Säcken die Rümpfe zweier Männer aus dem Osten des Landes. Gliedmaßen und Köpfe waren ihnen abgetrennt worden. Firaku-Banden machten dafür Kaladi-Banden verantwortlich, die in Aimutin Straßensperren aufgebaut hatten. Ein Kampf zwischen den Banden am Markt von Comoro im Stadtteil Lurumata wurde durch 100 internationale Polizisten und australische Soldaten beendet.